# Isias clavipes
Isias clavipes är en kräftdjursart som beskrevs av Boeck 1865. Isias clavipes ingår i släktet Isias och familjen Centropagidae. Arten är reproducerande i Sverige. Inga underarter finns listade i Catalogue of Life.